# Laurențiu Priceputu
Laurențiu Priceputu (n. 1 noiembrie 1954) este un fost deputat român în legislatura 1992-1996 și în legislatura 1996-2000, ales în județul Giurgiu. În legislatura 1992-1996, Laurențiu Priceputu a fost membru în Partidul Alianței Civice până în martie 1995, când a devenit deputat independent. În legislatura 1996-2000, Laurențiu Priceputu a fost membru al PNL.    